# Université Constantin-Brâncoveanu
L'université Constantin-Brâncoveanu est une université publique fondée en 1991 et située à Pitești, en Roumanie. 